# Peter Skoronski
Peter J. Skoronski (* 31. Juli 2001 in Park Ridge, Illinois) ist ein US-amerikanischer American-Football-Spieler auf der Position des Offensive Tackles. Er ist aktuell bei den Tennessee Titans in der National Football League (NFL) unter Vertrag.

## Frühe Jahre
Skoronski ging in seiner Geburtsstadt Park Ridge, Illinois, auf die Highschool. Seit 2020 besuchte er die Northwestern University, wo er im Collegefootball mehrere Auszeichnungen erhalten hat, unter anderem wurde er zum All-American gewählt, der erste Spieler, der dies für die Northwestern University erreicht hat.

## NFL
Skoronski wurde im NFL Draft 2023 in der ersten Runde an elfter Stelle von den Tennessee Titans ausgewählt.

## Persönliches
Sein Großvater Bob Skoronski war ebenfalls als Offensive Tackle in der NFL aktiv. Mit den Green Bay Packers gewann er fünf Mal die NFL.